# Cuphea flava
Cuphea flava är en fackelblomsväxtart som beskrevs av Spreng.. Cuphea flava ingår i släktet blossblommor, och familjen fackelblomsväxter. Utöver nominatformen finns också underarten C. f. pseudobrachiata.